# بتا-پینن
بتا-پینن (به انگلیسی: Beta-Pinene) یک ترکیب شیمیایی با شناسه پاب‌کم ۱۴۸۹۶ است. شکل ظاهری این ترکیب، مایع بی‌رنگ است.